# 第7空中機動軽歩兵旅団
第7「ガリシア」空中機動軽歩兵旅団（だい7ガリシアくうちゅうきどうけいほへいりょだん、スペイン語：Brigada de Infantería Ligera Aerotransportable "Galicia" VII、略語：BRIL VII）は、スペイン陸軍の旅団の一つ。空中機動を可能とする軽歩兵部隊で編成され、多様な多国籍作戦に投入される。

## 概要
1966年1月24日に空中機動歩兵旅団の名称で編成される。1987年に旅団はア・コルーニャ県サンティアゴ・デ・コンポステーラから現在の駐屯地であるポンテベドラの「モリーヨ将軍基地」に移駐する。1988年に空中機動軽歩兵旅団に改称され、アストゥリアス州シエロに所在する第3軽歩兵連隊「プリンシペ」が編入される。1994年に第6落下傘軽歩兵旅団（BRIPAC）、第2外人部隊旅団（BRILEG）および第8ルシタニア騎兵連隊と共に緊急行動部隊（FAR）に所属する。1996年に第7空中機動軽歩兵旅団「ガリシア」に改称される。
1995年4月7日から11月4日まで国際連合保護軍に参加するためガリシア戦術グループ（AGT）を構成し国際連合の指揮下でボスニア・ヘルツェゴビナに展開した。1997年3月25日から8月14日までは平和安定化部隊（SFOR）SPABRI IVを構成しボスニア・ヘルツェゴビナに展開する。1999年7月26日から12月3日まで旅団は北大西洋条約機構任務に参加し平和安定化部隊SPABRI XIを構成してボスニア・ヘルツェゴビナに再派遣されている。2000年5月15日から9月29日まではNATO指揮下でKSPAGT III 「ガリシア」を編組してコソボ治安維持部隊（KFOR）任務に参加しコソボに派遣される。2002年3月18日から9月までKSPAGT VII「ガリシア」の編組してNATO任務KFORに参加してコソボに派遣される。
2003年7月26日から12月17日まで旅団はイラク・フリーダム作戦に参加するためスペイン語圏諸国軍から成るプルス・ウルトラ旅団（en:Plus Ultra Brigade）を編成し、戦時下のイラクに入った初のスペイン軍部隊となっている。2005年7月25日から10月11日まで国際治安支援部隊（ISAF）に参加しアフガニスタンに派遣される。2005年末から2006年内まで2005年10月のパキスタン大地震後の人道援助のためにパキスタンに派遣される。2006年11月19日から2007年3月5日までアフガニスタンでのASPFOR XV作戦に参加する。
2007年7月7日から11月25日までレバノンでのリベロ・イダルゴIII作戦に参加する。2008年から2009年にかけてはアフガニスタン軍指導のためのOMLT-VIを構成し、これに参加する。

## 編制
- 旅団司令部および司令部大隊　在ガリシア州ポンテベドラ
- 第3軽歩兵連隊「プリンシペ」
  - 第1軽歩兵大隊「サン・キンティン」
  - 第2軽歩兵大隊「トレド」
- 第29軽歩兵連隊「イサベル・ラ・カトリカ」
  - 第3軽歩兵大隊「サモーラ」
- 第7騎兵偵察群「サンティアゴ」
- 第7防空砲兵群
- 第7軽工兵群
- 第7後方支援群
- 第7空中機動通信中隊